# Неверковець Андрій Іванович
Неверковець Андрій Іванович (псевдо :«Ган», «Герасим», «Земський», «Ілько», «Колос», «Лісник», «Прокіп», «Хома», «286»; 1919, с. Липки тепер Гощанська селищна громада, Рівненська область — 4 листопада 1949, Садівський ліс, Володимирський район, Волинська область) — лицар Бронзового хреста заслуги УПА.

## Життєпис
Член ОУН із 1938 р. Секретар української адміністрації смт. Межирічі (літо 1941). Командир Відділу особливого призначення (ВОПу) та відповідальний за лінію зв'язку до Д. Клячківського — «Клима Савура» (1944—1945), перебував біля керівника ПЗК «Москва» І. Литвинчука — «Дубового», де полагоджував технічні та господарські справи (1946-04.1949), керівник Затурцівського надрайонного проводу ОУН у Волинській обл. і одночасно відповідальний за зв'язок із Ковельським окружним проводом ОУН (04.-11.1949). Загинув у бою з оперативно-військовою групою МДБ.

## Нагороди
- Наказом Головного військового штабу УПА ч. 4/45 від 11.10.1945 р. командир відділу особливого призначення Андрій Неверковець — «Ган» нагороджений Бронзовим хрестом заслуги УПА
- Посмертно представлений до нагородження Срібним хрестом заслуги УПА, однак рішення з цього питання не відоме.

## Вшанування пам'яті
- 14.10.2019 р. від імені Координаційної ради з вшанування пам'яті нагороджених Лицарів ОУН і УПА у с. Липки Гощанського р-ну Рівненської обл. Бронзовий хрест заслуги УПА (№ 071) переданий на зберігання у Музей Липківського НВК «ДНЗ — ЗОШ І-ІІ ступеня».